# 尼斯科縣
尼斯科縣（波蘭語：Powiat niżański），是波蘭的縣份，位於該國南部，由喀爾巴阡山省負責管轄，首府設於尼斯科，面積786平方公里，2006年人口67,042，人口密度每平方公里85人。